# Manuel Caballero (torero)
Manuel Caballero (Albacete, 29 de enero de 1971) es un matador de toros español. En su trayectoria abrió todas las puertas grandes de plazas importantes.

## Carrera
Su debut en público se produjo el 1 de julio de 1982 en Hervás. El 6 de marzo de 1988 debutó con picadores en Sevilla. Su presentación en Las Ventas tuvo lugar en 1990, saliendo ese mismo año por su puerta grande.
La alternativa la tomó en Nimes en 1991 con Dámaso González como padrino y Jesulín de Ubrique como testigo y toros de Jandilla. La confirmación se produjo en 1992 y en México en 1997. Su última corrida de toros tuvo lugar en México en 2004.